# Округ Линколн (Орегон)
Округ Линколн (енгл. Lincoln County) је округ у америчкој савезној држави Орегон.

## Демографија
По попису из 2010. године број становника је 46.034, што је 1.555 (3,5%) становника више него 2000. године.
| Група             | 2000.          | 2010.          |
| Белци             | 39.260 (88,3%) | 38.863 (84,4%) |
| Афроамериканци    | 132 (0,3%)     | 193 (0,4%)     |
| Азијати           | 413 (0,9%)     | 492 (1,1%)     |
| Хиспаноамериканци | 2.119 (4,8%)   | 3.655 (7,9%)   |
| Укупно            | 44.479         | 46.034         |